# Нідерландська монархія
Нідерландська монархія (нід. Nederlandse monarchie) — форма управління незалежним королівством Нідерланди королем (або королевою) з Оранської династії.

## Організація
Главою Нідерландської держави є монарх, управитель королівством на основі конституції 1815 років (була переглянута у 1847, 1887 і 1983 роках). Виконавча влада знаходиться в руках монарха, який формує уряд за узгодженням з політичними партіями. Законодавча влада належить двопалатним Генеральним штатам. Спадкоємство трону походить від померлого чи відрікшогося короля до його старшої дитини незалежно від статі, тобто як по чоловічій, так і по жіночій лініях. Шлюб спадкоємця престолу має бути затверджений парламентом; принц або принцеса, що одружилися без дозволу парламенту, позбавляються права спадкоємства престолу.
Всі закони після прийняття їх Генеральними штатами затверджуються монархом. Монарх також є головою Державної ради (Raad van State), що складається з членів королівської сім'ї та призначених монархом державних діячів, які беруть участь у законотворчій діяльності.
Монарх особисто проводить всі нагородження орденами (Орден Нідерландського Лева, Орден Оранських-Нассау і військовий орден Віллема).
Королівська сім'я розпоряджається шістьма палацами, у тому числі Королівським палацом в Амстердамі. Монарх не виплачує податку на спадок на успадковане їм майно.
Портрети монарха змальовані на нідерландських монетах євро та поштових марках. День народження королеви є офіційним державним святом. Образа Величності є кримінальним злочином з максимальним покаранням до п'яти років позбавлення волі.

### Наслідування престолу
7 грудня 2003 року в лікарні Bronovo в Гаазі в принца Віллема-Александра та принцеси Максими народилася дочка — принцеса Катаріна-Амалія. Її офіційні титули — принцеса Оранська, принцеса Нідерландів, принцеса Оранська-Нассау. У лінії успадкування престолу вона йде першою.

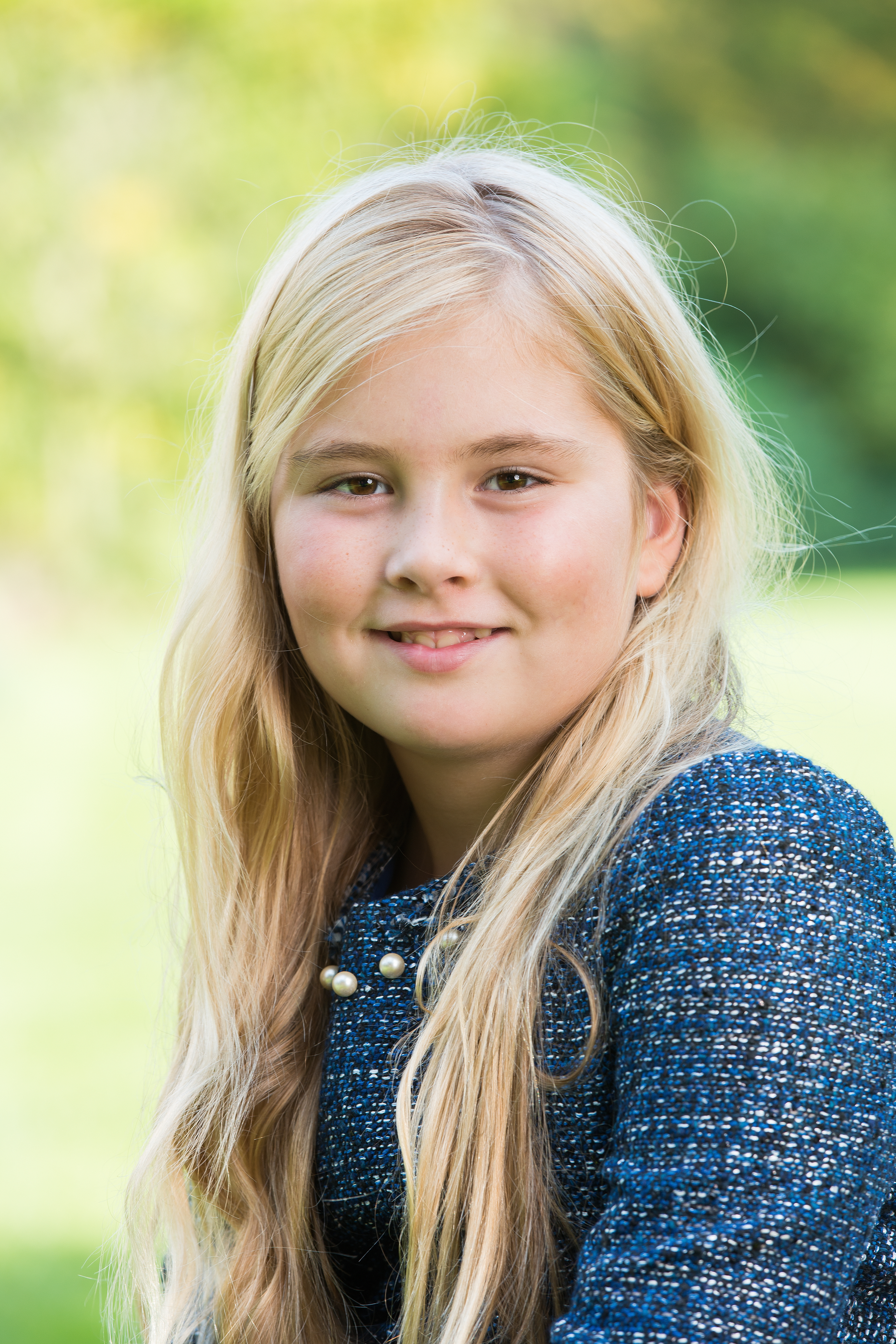
Катаріна-Амалія Нідерландська

Принцеса Алексія Юліана Марсела Лаурентін, друга дочка Віллема-Александра і Максими, народилася 26 червня 2005 року. Принцеса Алексія — друга в лінії успадкування престолу.
10 квітня 2007 року в лікарні Bronovo в Гаазі народилася третя дочка — принцеса Аріана Вільгельміна Максима Інес. Принцеса стала третя в лінії успадкування престолу.

## Резиденції монархів
|                                |
| Королівський палац (Амстердам) |

|           |
| Нордейнде |

|              |
| Гейс-тен-Бос |

## Список Монархів

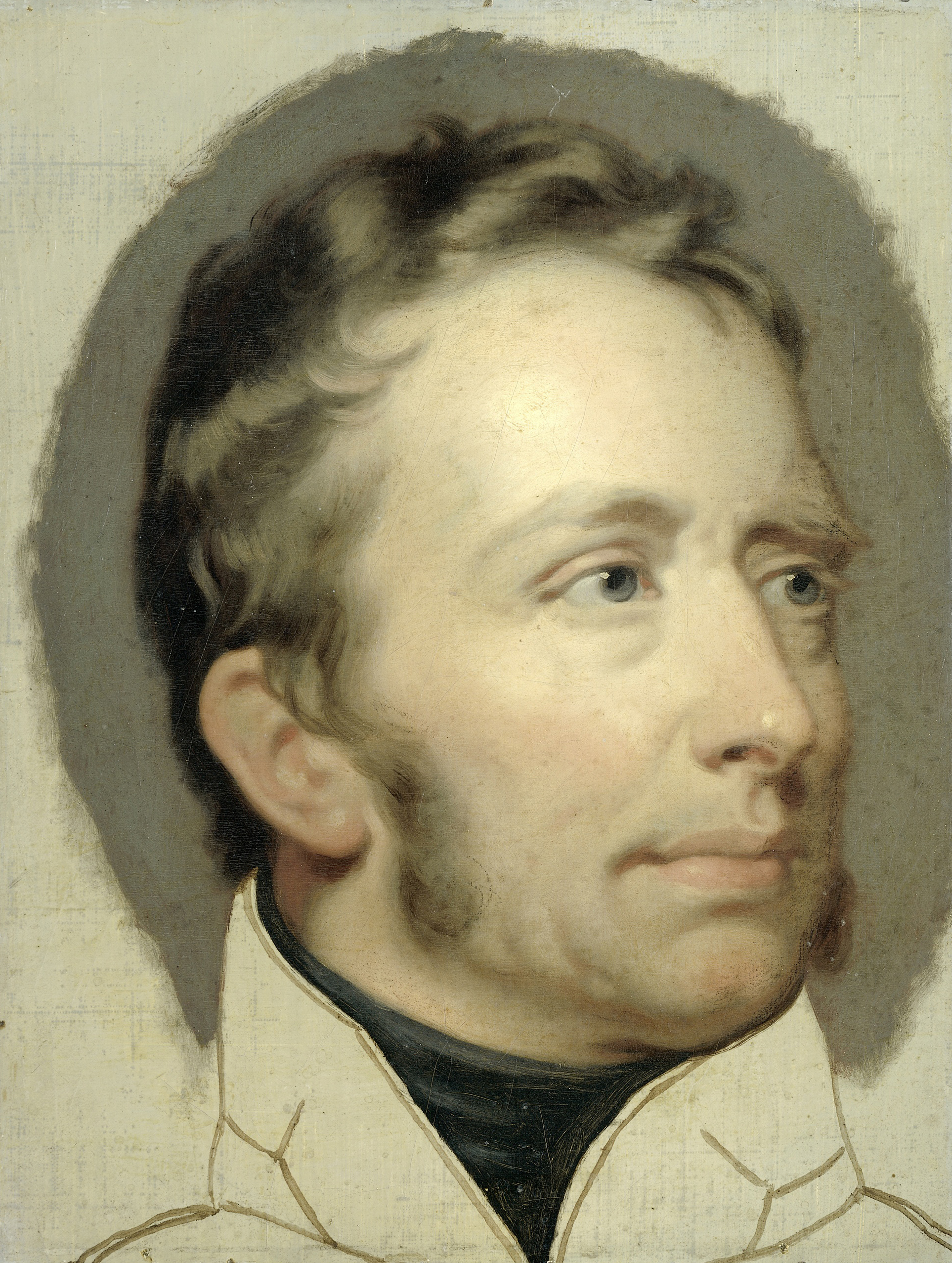
Віллем I
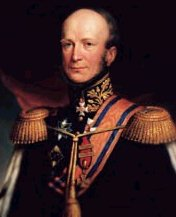
Віллем II
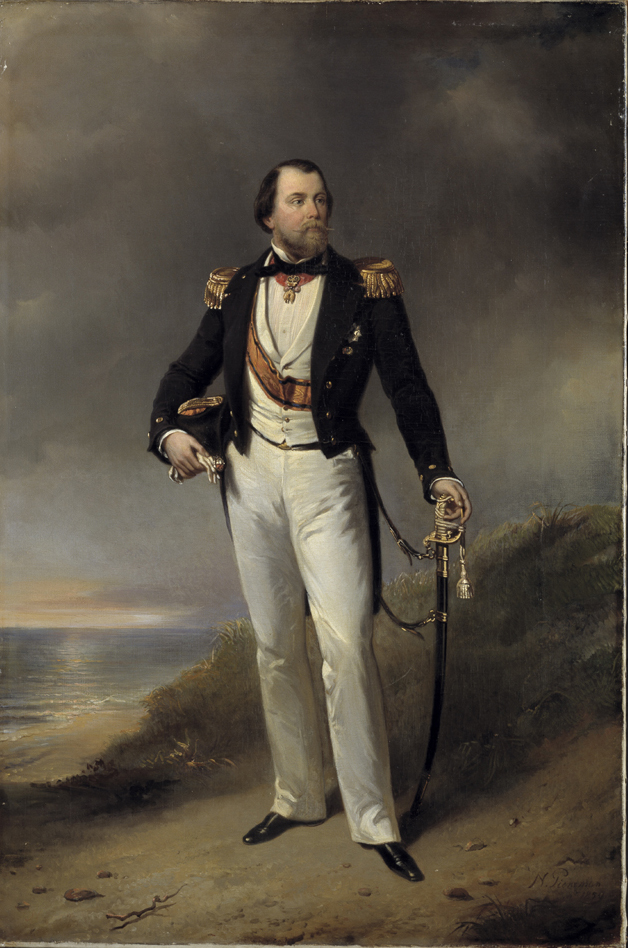
Віллем III
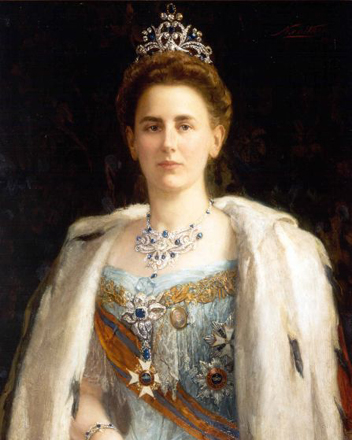
Вільгельміна
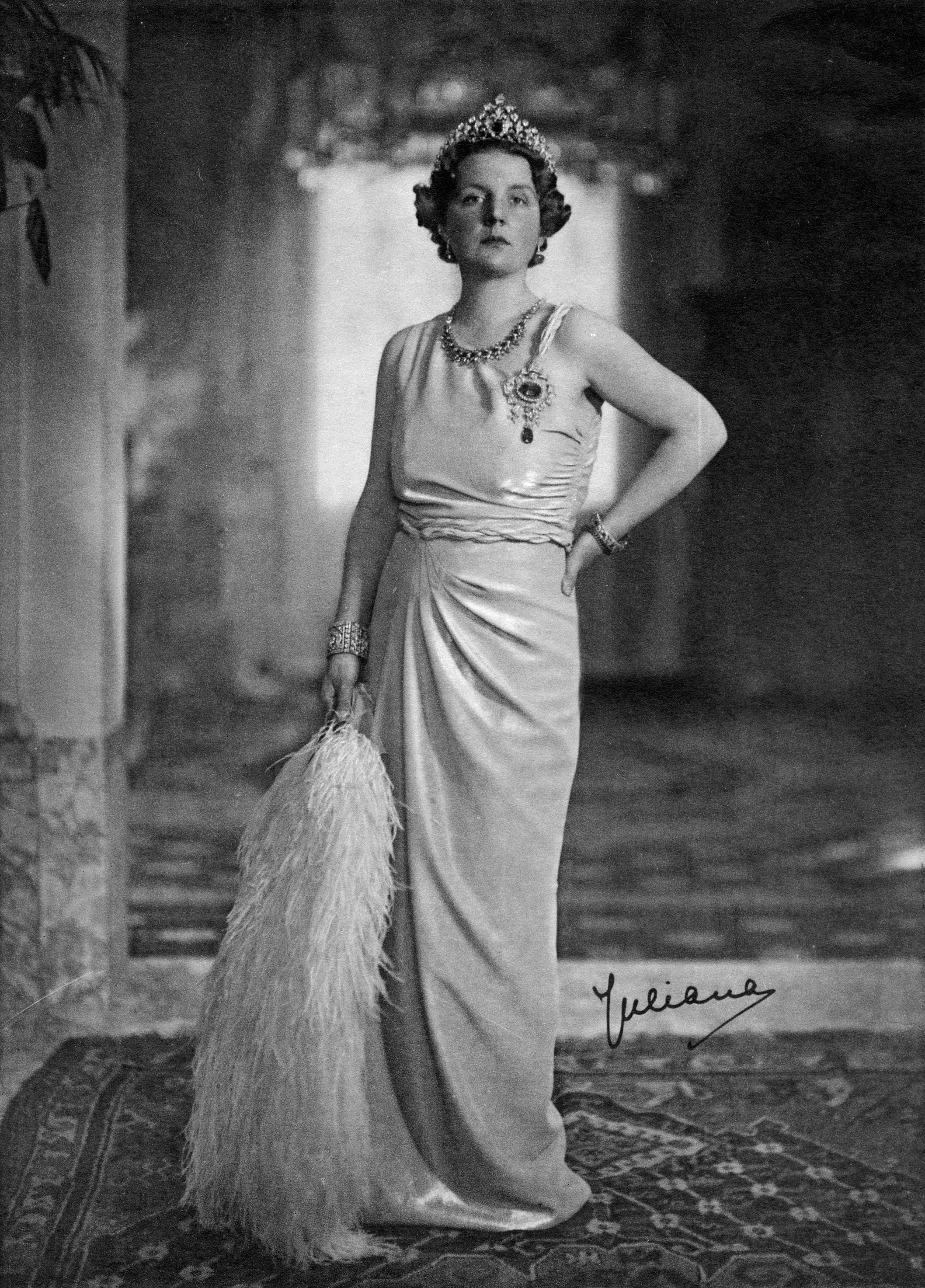
Юліана
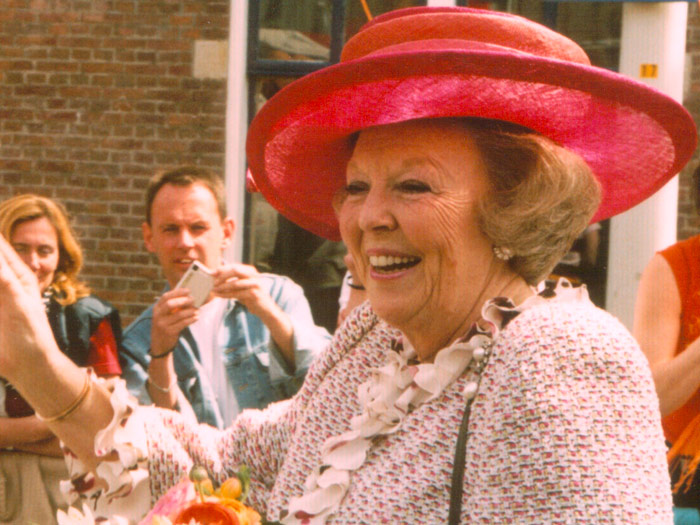
Беатрікс

### Королівські монограми

Віллем-Олександр
Беатрікс
Юліана
Юліана
Вільгельміна
Віллем I-III
Віллем I

### Королівські прапори

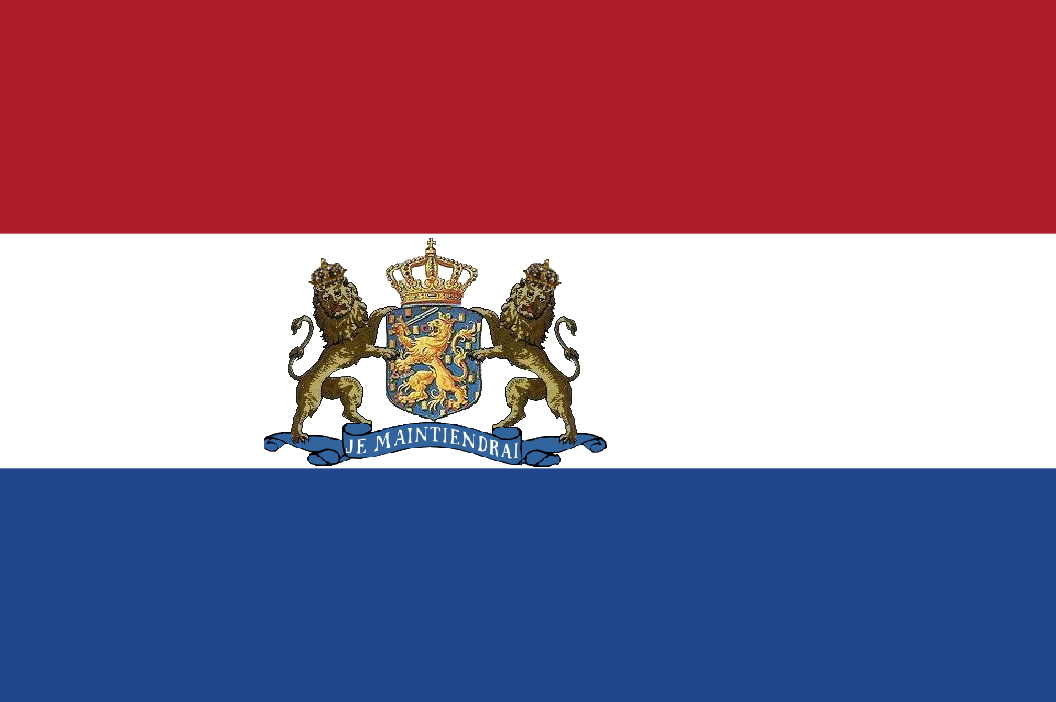
Королівський прапор до 1908
Королівський прапор

Прапор принців
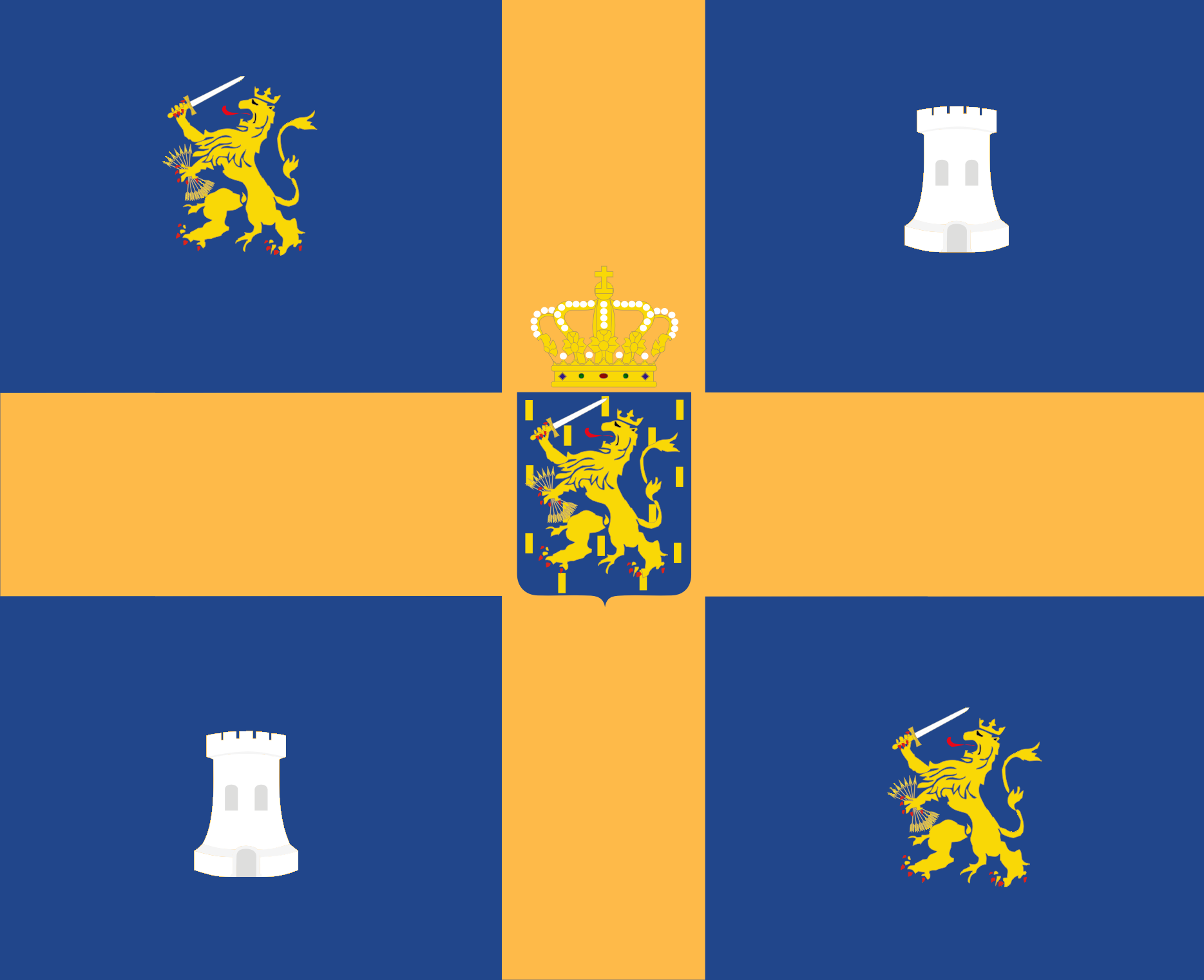
Прапор Клауса фон Амсберга
Прапор, котрий використовує королева-консорт Максима
Прапор, котрий використовує принцеса Лаурентін

Прапор дочок Юліани
Прапор синів принцеси Маргарити